# Азас Ђакон
Ђакон Азас је био хришћански ђакон и мученик из 4. века из Персије. Дошао је из села Витикора или Витнири.
Живео је у време прогона хришћана у Персијском царству за време владавине цара Шапура Великог (у. 379). Тком једног од њих 332. године, Азас и свештеник Јаков су проглашени хришћанима и испитани пред архимагом Ачошарганом (или Аргочајгаром). Пошто су остали верни исповедању вере у Исуса Христа, и одбили да принесу жртву боговима Персијанаца, боговима сунца и ватре, прво су били жестоко претучени, а затим остављени голи да преноће, на великој хладноћи. Ујутро су их питали: "Да ли се коначно одричете Исуса?" „Хоћемо да умремо за Њега“, одговорили су исповедници. Тада је владар наредио да им се одсеку главе. 
Православна црква их је канонизовала и заједно из прославља 10. априла.